# Episodi di CSI: Miami (prima stagione)
La prima stagione della serie televisiva CSI: Miami, formata da 24 episodi, venne trasmessa dal 23 settembre 2002 al 19 maggio 2003 su CBS. Invece in Italia viene trasmessa su Italia 1 dal 17 ottobre 2003 al 16 gennaio 2004.
| nº | Titolo originale          | Titolo italiano           | Prima TV USA      | Prima TV Italia  |
| -- | ------------------------- | ------------------------- | ----------------- | ---------------- |
| 1  | Golden Parachute          | L'ultimo volo             | 23 settembre 2002 | 17 ottobre 2003  |
| 2  | Losing Face               | La morte in faccia        | 30 settembre 2002 | 17 ottobre 2003  |
| 3  | Wet Foot / Dry Foot       | La tempesta               | 7 ottobre 2002    | 24 ottobre 2003  |
| 4  | Just One Kiss             | Solo un bacio             | 14 ottobre 2002   | 24 ottobre 2003  |
| 5  | Ashes to Ashes            | Omicidio in sacrestia     | 21 ottobre 2002   | 31 ottobre 2003  |
| 6  | Broken                    | Caccia al mostro          | 28 ottobre 2002   | 31 ottobre 2003  |
| 7  | Breathless                | Senza respiro             | 4 novembre 2002   | 7 novembre 2003  |
| 8  | Slaughterhouse            | Massacro in famiglia      | 11 novembre 2002  | 7 novembre 2003  |
| 9  | Kill Zone                 | Traiettorie di morte      | 18 novembre 2002  | 14 novembre 2003 |
| 10 | A Horrible Mind           | Una mente orribile        | 25 novembre 2002  | 14 novembre 2003 |
| 11 | Camp Fear                 | Fuoco in bocca            | 16 dicembre 2002  | 21 novembre 2003 |
| 12 | Entrance Wound            | Il profumo della morte    | 6 gennaio 2003    | 21 novembre 2003 |
| 13 | Bunk                      | Il laboratorio            | 27 gennaio 2003   | 28 novembre 2003 |
| 14 | Forced Entry              | La legge del contrappasso | 3 febbraio 2003   | 28 novembre 2003 |
| 15 | Dead Woman Walking        | Il cadavere ambulante     | 10 febbraio 2003  | 5 dicembre 2003  |
| 16 | Evidence of Things Unseen | Traccia invisibile        | 17 febbraio 2003  | 5 dicembre 2003  |
| 17 | Simple Man                | Omicidi riprodotti        | 24 febbraio 2003  | 12 dicembre 2003 |
| 18 | Dispo Day                 | La strada della droga     | 10 marzo 2003     | 12 dicembre 2003 |
| 19 | Double Cap                | Colpo doppio              | 31 marzo 2003     | 19 dicembre 2003 |
| 20 | Grave Young Men           | Giochi pericolosi         | 14 aprile 2003    | 19 dicembre 2003 |
| 21 | Spring Break              | Vacanze di primavera      | 28 aprile 2003    | 9 gennaio 2004   |
| 22 | Tinder Box                | Il piromane               | 5 maggio 2003     | 9 gennaio 2004   |
| 23 | Freaks and Tweaks         | Uomini persi              | 12 maggio 2003    | 16 gennaio 2004  |
| 24 | Body Count                | Conta dei corpi           | 19 maggio 2003    | 16 gennaio 2004  |

## L'ultimo volo
- Titolo originale: Golden Parachute
- Diretto da: Joe Chappelle
- Scritto da: Steven Maeda

### Trama
Megan Donner torna all'unità CSI per indagare su un caso che riguarda lo schianto di un jet. Mentre il team del tenente Horatio Caine è impegnato nella ricerca di eventuali superstiti, si scopre il cadavere di una donna che era a bordo dell'aereo a ben otto miglia di distanza dal luogo dell'incidente. Quando l'unico sopravvissuto dice che la donna ha aperto lo sportello dell'aereo per togliersi la vita, Caine diventa sospettoso.
La donna, una nota contabile di un'impresa e conosciuta anche per la sua "fede" nel mantenere segreti, era intenta proprio a divulgarne uno che avrebbe praticamente messo fine all'attività dell'impresa in cui lavorava, poiché essa versava in cattive acque e costretta a falsificare i libri contabili per non fallire. Quando il capo aveva scoperto l'intento della donna, i due avevano iniziato un violento litigio. Mentre la donna cercava di andare via, l'uomo l'aveva rincorsa ed aveva aperto il portellone dell'aereo. Nonostante i tentativi di divincolarsi della donna, l'uomo era riuscito a farla cadere e quindi tenere nascosto il segreto.
Infine l'uomo, colto probabilmente dai rimorsi, si toglie la vita impiccandosi.
- Guest star: Michael McGrady (Larry Chandler), Sam Anderson (Scott Sommer), Anne Betancourt (sig.ra Colucci), Julie Dretzin (Christina Maria Colucci), David Labiosa (Esparza), Michael Canavan (pilota)

## La morte in faccia
- Titolo originale: Losing Face
- Diretto da: Joe Chappelle
- Scritto da: Gwendolyn M. Parker e Steven Maeda

### Trama
Gli artificieri intervengono in un'abitazione dove una persona è stata aggredita e si è risvegliata con un tubo attorno al collo contenente un ordigno. La bomba esplode uccidendo l'amico e vecchio mentore di Caine che si stava occupando della rimozione. Caine e la sua squadra indagano sul caso, ma si preoccupano per la Donner, che ha perso il marito in circostanze analoghe. Con nuove bombe, il team perquisisce un porto colombiano e scoprono che l'attentatore era nella squadra artificieri negli anni precedenti.
- Guest star: Conor O'Farrell (Charlie Berenger), Magaly Caicedo (Moira Burgess), Mercedes Colón (Katrina Cabrera), Jessica Ferrarone (Julisa Moreno), Joe Renteria (Aurelio Moreno), Candy Brown Houston (Felicia Humphreys), Lou Beatty Jr (Al Humphreys), Liz Alvarado (Lauriana Moreno), Seth Adkins (Conner)

## La tempesta
- Titolo originale: Wet Foot / Dry Foot
- Diretto da: Tucker Gates
- Scritto da: Eddie Guerra

### Trama
Un gruppo di pescatori catturano e uccidono uno squalo. Nell'aprire il ventre dell'animale, fuoriesce il torso di un uomo. L'autopsia rivela che la vittima è stato uccisa con un colpo d'arma da fuoco e successivamente s'indaga anche su una seconda vittima. Caine e il suo team indagano.
- Guest star: Wanda De Jesus (Adell Sevilla), Ismael "East" Carlo (Basilio), Tony Perez (Joe De Soto), Christopher Pérez (Pedro de Soto), Don Creech (Bob Mortin)

## Solo un bacio
- Titolo originale: Just One Kiss
- Diretto da: Scott Brazil
- Scritto da: Laurie McCarty e Matt Witten

### Trama
Caine e il suo team indagano sull'omicidio di un ragazzo, trovato morto sulla spiaggia di Miami insieme ad una ragazza che, dopo essere stata aggredita, è stata lasciata a riva ed è quasi annegata. I due ragazzi provenivano da una festa tenuta da una famiglia benestante, in cui il capo-famiglia era coinvolto in un caso di cui si era occupato Caine tempo prima.
- Guest star: Erik King, Jamie Brown, Jeremy Garrett, Kevin Kilner, David Denman, Joe Duer, Tom Everett

## Omicidio in sacrestia
- Titolo originale: Ashes to Ashes
- Diretto da: Bryan Spicer
- Scritto da: Mark Israel

### Trama
Donnell, Calleigh e Speedle indagano sull'omicidio di un prete. Dalle impronte ritrovate sulla scena del crimine, i tecnici riescono a risalire ad un ragazzo che fa skateboard, il quale però ha un alibi per l'ora del delitto. Intanto Caine e Delko indagano sull'esplosione di un veicolo, al cui interno viene rinvenuto il cadavere di una donna incinta.
- Guest star: Wanda De Jesús (Adell Sevilla), Bernard White, RJ Fenske, Ruth Zalduondo, Al White

## Caccia al mostro
- Titolo originale: Broken
- Diretto da: Deran Sarafian
- Scritto da: Ildy Modrovich e Laurence Walch

### Trama
L'intera squadra indaga sull'omicidio di una bambina avvenuta nei bagni di un parco di divertimenti, devono rintracciare l'uomo responsabile dell'omicidio e catturarlo. Horatio scopre che si tratta in realtà di un serial killer pedofilo di nome Stewart Otis che da anni violenta e uccide le bambine che prende di mira e con la sua squadra trova il suo nascondiglio dove l'uomo porta le sue vittime per poi violentarle e successivamente ucciderle e infine seppellirle nel terreno vicino alla casa e che inoltre usa le scatole del latte con le foto delle bambine da lui uccise per segnare le loro tombe. Stanato il criminale Horatio lo fa confessare e l'uomo durante la confessione non mostra nessun rimorso per sue azioni affermando che l'unica cosa che rimpiange e di non essere riuscito a finire ciò che aveva in mente di fare con la sua ultima vittima. Horatio lo fa sbattere in galera e l'uomo viene successivamente condannato per tutti i suoi crimini.

## Senza respiro
- Titolo originale: Breathless
- Diretto da: Charlie Correll
- Scritto da: Steven Maeda e Gweldolyn Parker

### Trama
Caine e la squadra indagano sull'omicidio di uno spogliarellista avvenuto dopo che si è esibito in una festa privata. Dopo aver eseguito tutti i test per i veleni più comuni, i tecnici non riescono a capire quale possa essere la sostanza che ha provocato la morte dell'uomo. Nel frattempo, Donner e Delko indagano sull'omicidio di un nuotatore avvenuto dopo essere salito su una barca dell'Atlantico.
- Guest star: Wanda De Jesús (Adell Sevilla), Sarah Rafferty, Jamie Luner, Ion Overman, Chris Payne Gilbert

## Massacro in famiglia
- Titolo originale: Slaughterhouse
- Diretto da: Dick Pearce
- Scritto da: Laurie McCarthy

### Trama
U̠na bambina molto piccola viene ritrovata mentre vaga per strada con la tutina impregnata di sangue. L'intera squadra di Caine si attiva per ritrovare l'abitazione da cui proviene la bimba. Dopo averla individuata, all'interno trovano i cadaveri della madre, di due ragazzini e di un neonato. Il padre invece è ferito, ma ancora vivo. Siccome la madre era particolarmente stressata e vittima di depressione post-partum, diventa la prima sospettata. La squadra però ricostruisce la catena degli eventi e scopre che la madre è stata la prima persona a morire.
- Guest star: Wanda De Jesús (Adell Sevilla), Calvin DeVault, Denice Duff, Albie Selznick

## Traiettorie di morte
- Titolo originale: Kill Zone
- Diretto da: Daniel Attias
- Scritto da: Lois Johnson e Mark Israel

### Trama
L'intera squadra si mette sulle tracce di un cecchino che sta prendendo di mira la città di Miami. Uno dei cadaveri rinvenuti sulla scena del crimine però risulta essere stato colpito da un'altra arma.
- Guest star: Wanda De Jesús (Adell Sevilla), Markus Flanagan, Shawn Elliott

## Una mente orribile
- Titolo originale: A Horribile Mind
- Diretto da: Greg Yaitanes
- Scritto da: Ildy Modrovich e Laurence Walsh

### Trama
Caine, Speedle e Calleigh indagano sul brutale omicidio di un noto professore universitario che aveva un comportamento particolarmente aggressivo e manipolatore verso i suoi studenti. I principali sospettati diventano quindi alcuni ragazzi appartenenti alla sua classe. Invece Delko e Donner indagano sul ritrovamento del cadavere nel bagagliaio della macchina e sospettano che si tratti di una truffa assicurativa.
- Guest star: Wanda De Jesús (Adell Sevilla), Michael Whaley, Lenny Von Dohlen, Vicki Davis, Heather McComb, Ian Reed Kesler, Paolo Seganti, Diane Mizota, Aaron D. Spears, Jesse Corti Eduardo Yanez

## Fuoco in bocca
- Titolo originale: Camp Fear
- Diretto da: Deran Serafian
- Scritto da: Eddie Guerra e Steven Maeda

### Trama
Caine e Calleigh indagano sull'omicidio di una giovane modella, il cui cadavere è stato ritrovato nei pressi di un campo di detenzione per minori. Nel frattempo Delko e Speddle indagano sull'omicidio di un uomo che presenta delle strane bruciature nel cavo orale. Si scopre che quest'ultimo era un ladro di carburante e, avvicinando un cellulare alla bocca per rispondere ad una chiamata, aveva innescato i residui di sostanza infiammabile bruciandosi dall'interno. Donner, ancora sofferente per la morte del marito, lascia il lavoro.
- Special guest star: Blair Brown (Margie Winters)
- Guest star: Wanda De Jesús (Adell Sevilla), Tony Todd, Michael McGrady, Erika Flores, Amber Tamblyn, Mark Adair-Rios, Josh Samberg

## Il profumo della morte
- Titolo originale: Entrance Wound
- Diretto da: David Grossman
- Scritto da: Laurie McCarthy e Gwendolyn Parker

### Trama
Caine e Speedle indagano sull'omicidio di una prostituta ritrovata all'interno di un albergo e che appena dopo la morte è stata lavata dal suo assassino. invece Calleigh e Delko si occupano invece dell'omicidio di un turista tedesco mentre la moglie di quest'ultimo è stata risparmiata.
- Guest star: Wanda De Jesús (Adell Sevilla), Kirk B.R. Woller, D. B. Woodside, Sarah Aldrich, Cameron Watson, Saxon Trainor, Tim Quill

## Il laboratorio
- Titolo originale: Bunk
- Diretto da: Charles Correll
- Scritto da: Elizabeth Devine

### Trama
Caine e Speddle indagano sulla strana morte di un uomo dovuta all'inalazione di sostanze chimiche, mentre stava prendendo in casa il suo gatto. Calleigh e Delko indagano sull'omicidio di una residente di una comunità di anziani e si scopre che la vittima ha subito una serie di cadute.
- Guest star: Wanda De Jesús (Adell Sevilla), D.W. Moffett, Salli Richardson Whitfield, Toby Moore, Barbara Eve Harris, Al Rodrigo, Pat Healy, Victor Rivers

## La legge del contrappasso
- Titolo originale: Entrance Wound
- Diretto da: Artie Mandelberg
- Scritto da: Mark Israel e Lois Johnson

### Trama
Caine e Speedle indagano sull'omicidio di un ex rapinatore, trovato legato al letto a pancia in giù in accappatoio, mentre Calleigh e Delko indagano sull'omicidio di un impresario di forni crematori, scoprono anche molti corpi che non sono stati cremati nel retro.
- Guest star: Chris Mulkey, Eduardo Verastegui, Michael Whaley, Salli Richardson Whitfield, Sandra Thigpen, Casey Biggs, Dominic Fumusa

## Il cadavere ambulante
- Titolo originale: Dead Woman Walking
- Diretto da: Jeannot Szwarc
- Scritto da: Ildy Modrovich e Laurence Walsh

### Trama
Il nuovo caso della squadra C.S.I. parte dal ritrovamento del cadavere di un tossicodipendente in strada.
- Guest star: Karen Sillas, Adam Baldwin, Michael Whaley, Eddie Jemison, John Getz, Jeremy Roberts, Maria Teresa Rangel, Rachel Singer

## Traccia invisibile
- Titolo originale: Evidence of Things Unseen
- Diretto da: Joe Chappelle
- Scritto da: David Black

### Trama
Un immigrato russo viene ucciso nella cabina di un peep show. Poco dopo, anche la ragazza che si stava intrattenendo con l'uomo muore travolta da un'auto.
- Guest star: Rex Linn (Frank Tripp), Tomas Arana, Salli Richardson Whitfield, David Sutcliffe, Shelby Fenner, Boris Krutonog, J.C. MacKenzie

## Omicidi riprodotti
- Titolo originale: Simple Man
- Diretto da: Greg Yaitanes
- Scritto da: Steven Maeda

### Trama
Il marito di una donna impegnata in politica, è accusato di aver ucciso la domestica.
- Special guest star: Elizabeth Peña (Mercedes Escalante)
- Guest star: Wanda De Jesús (Adell Sevilla), Stephen Tobolowsky, José Zúñiga, Holt McCallany (John Hagen), Sofia Milos (Yelina Salas), Richard Yniguez, Paula Garcés

## La strada della droga
- Titolo originale: Dispo Day
- Diretto da: David Grossman
- Scritto da: Elizabeth Devine, Ildy Modrovich e Laurence Walsh

### Trama
Alcune auto della polizia contenenti partite di droga sequestrate subiscono un agguato, nel quale perde la vita l'agente Holis e viene ferito Speedle.
- Guest star: Rex Linn (Frank Tripp), Nick Searcy, Sofia Milos (Yelina Salas), Salli Richardson Whitfield, Annika Peterson, Julie Ann Emery, Carlos LaCamara, Maximo Marrone, Don McManus

## Colpo doppio
- Titolo originale: Double Cap
- Diretto da: Joe Chappelle
- Scritto da: Marc Dube

### Trama
Caine affronta il caso in cui è coinvolto un testimone protetto dall'FBI. L'uomo è responsabile di una rapina nel corso della quale morì il fratello di Horatio.
- Special guest star: John Heard (Kenwall Duquesne)
- Guest star: Holt McCallany (John Hagen), Sofia Milos (Yelina Salas), Nestor Serrano (Edward Hickle), Anne De Salvo (sig.ra Cusack), Tom Hillman, Laurie O'Brien, Al Sapienza (James Fukes), Rif Hutton (Marshal Ardine), Brian Poth (Tyler Jenson)

## Giochi pericolosi
- Titolo originale: Grave Young Men
- Diretto da: Peter Markle
- Scritto da: Lois Johnson

### Trama
Pete Wilton, che anni prima era stato arrestato da Caine, chiede aiuto al detective per ritrovare il figlio scomparso.
- Guest star: Rena Sofer (Alison), Chris Penn (Pete Wilton), Rex Linn (Frank Tripp), Michael Whaley, Sofia Milos (Yelina Salas), Eric Ladin, Aaron Paul, Dayton Callie, Whip Hubley

## Vacanze di primavera
- Titolo originale: Spring Break
- Diretto da: Deran Sarafian
- Scritto da: Steven Maeda

### Trama
Una ragazza viene ritrovata con il collo spezzato ed evidenti segni di aggressione, tra i quali alcuni morsi.
- Guest star: Rex Linn (Frank Tripp), Michael Whaley, Sofia Milos (Yelina Salas), Sean Maher, Adam Kaufman, Maggie Grace, Riley Smith, Troy Winbush, Lauren Stamile, Brian Poth

## Il piromane
- Titolo originale: Tinder Box
- Diretto da: Charlie Correll
- Scritto da: Corey Miller

### Trama
Tim Speedle e Delko stanno trascorrendo una serata in discoteca quando improvvisamente un terribile incendio devasta il locale.
- Guest star: Rex Linn (Frank Tripp), Michael Whaley, Ben Browder, Richard Edson, John F. O'Donohue, Robert Beltran, William Lee Scott, Natalia Cigliuti

## Uomini persi
- Titolo originale: Freaks and Tweaks
- Diretto da: Charlie Correll
- Scritto da: Corey Miller

### Trama
La squadra investigativa C.S.I. indaga su un omicidio consumato nell'ambiente della droga.
- Guest star: Rex Linn (Frank Tripp), Michael Whaley, Ben Browder, Richard Edson, John F. O'Donohue, Robert Beltran, William Lee Scott, Natalia Cigliuti

## Conta dei corpi
- Titolo originale: Body Count
- Diretto da: Joe Chappelle
- Scritto da: Ildy Modrovich, Laurence Walsh e Steven Maeda

### Trama
Alcuni detenuti evadono di prigione; tra questi ci sono un rapinatore d'auto e un pedofilo, precedentemente arrestati dalla squadra investigativa C.S.I. Tra gli evasi il rapinatore di auto assassino è la vecchia nemesi di Callie in cerca di vendetta verso di lei e il pedofilo evaso è Stewart Otis la vecchia nemesi di Horatio che aveva fatto sbattere in galera. Callie riesce a rintracciare la sua nemesi e lo arresta nuovamente rimandandolo in galera mentre Horatio, dopo aver salvato in tempo una bambina che era stata precedentemente rapita e violentata e quasi uccisa da Stewart, riesce a rintracciarlo con l'aiuto della piccola in un acquario e a impedire al criminale di rapire un'altra bambina. L'uomo però presa in ostaggio la bambina che aveva preso di mira rimasto faccia a faccia con Horatio tenta di ucciderla ma Horatio prontamente gli spara salvando in tempo la bimba e rimasto solo con Stewart rimasto aggrappato al balcone decide di salvarlo ugualmente nonostante il criminale lo inciti a lasciarlo cadere nel vuoto. Horatio preferisce salvarlo perché sarebbe troppo semplice lasciarlo morire preferendo lasciare che marcisca e muoia in prigione. Il criminale però lo avverte che tanto fuggirà nuovamente e prenderà di mira nuovamente altre bambine e che è la sua natura ma Horatio lo avverte che se proverà a farlo lo risbatterà dentro tutte le volte che lo farà nuovamente e che è questa la sua natura. Stewart viene nuovamente arrestato e risbattuto in galera dove stavolta viene ucciso dai detenuti dopo che avevano saputo che era un pedofilo. Horatio soddisfatto seduto sulla spiaggia si rilassa ripensando a tutto quello che è successo trovando quiete dentro di sé.
- Guest star: Sofia Milos (Yelina Salas), Holt McCallany (John Hagen), William O'Leary, Stacy Haiduk, James Pickens Jr., D.B. Sweeney, Aisha Tyler, Troy Evans, Tessa Allen, Brian Poth, Maurice Compte